# Kandrše - Drtijščica
Kandrše - Drtijščica este o arie protejată (arie specială de conservare — SAC, sit de importanță comunitară — SCI) din Slovenia întinsă pe o suprafață de 1.360,42 ha, integral pe uscat.

## Localizare
Centrul sitului Kandrše - Drtijščica este situat la coordonatele 46°08′42″N 14°49′13″E / 46.145°N 14.8204°E.

## Înființare
Situl Kandrše - Drtijščica a fost declarat sit de importanță comunitară în aprilie 2004 pentru a proteja 4 specii de animale. Situl a fost protejat și ca arie specială de conservare în februarie 2012.

## Biodiversitate
Situată în ecoregiunea continentală, aria protejată conține 1 habitat natural: Păduri ilirice de Fagus sylvatica (Aremonio-Fagion).
La baza desemnării sitului se află mai multe specii protejate:
- mamifere (1): liliacul mic cu potcoavă (Rhinolophus hipposideros)
- nevertebrate (2): Austropotamobius torrentium, fluturele-tigru (Callimorpha quadripunctaria)
- pești (1): Eudontomyzon spp.